# Zaklad iz Ardagha
Zaklad iz Ardagha, najbolj znan po kelihu iz Ardagha, je zaklad kovinskih predmetov iz 8. in 9. stoletja. Leta 1868 sta ga našla dva mlada dečka, Jim Quin in Paddy Flanagan, zdaj pa je na ogled v Narodnem muzeju Irske v Dublinu. Sestavljen je iz keliha, preprostejše skodelice iz bakrove zlitine in štirih brošk, od tega treh psevdo-obročastih in ene prave polobročaste broška osatne vrste; slednja je najmlajši predmet v zakladu in kaže, da je bila odložena okoli leta 900.
Kelih se s knjigo iz Kellsa uvršča med najbolj znana dela otoške umetnosti oziroma keltske umetnosti nasploh in naj bi bil narejen v 8. stoletju našega štetja. Umetelne broške, ki so v osnovi enake tistim, ki so jih nosili posvetni veljaki, so očitno nosili samostanski kleriki, da so zapeli liturgična oblačila tega obdobja.

## Najdba
Zaklad sta konec septembra 1868 našla dva dečka, Jim Quin in Paddy Flanagan, ki sta kopala na krompirjevi njivi na jugozahodni strani rath (obročaste utrdbe), imenovane Reerasta, poleg vasi Ardagh, okrožje Limerick, Irska. Paddy Flanagan je ostal na Irskem in je pokopan na Pauperjevem grobišču v Newcastle West. Jim je emigriral v Avstralijo, poznejša leta pa je preživel v Melbournu. Pokopan je v spominskem parku Fawkner v mestu leta 1934.
Kelih je vseboval druge predmete, ki jih je prekrivala le plošča iz kamna; kosi so morali biti prekriti v naglici, verjetno začasno, kot da bi se lastnik morda pozneje vrnil po njih. Broške, najdene s kelihom kažejo, da niso bile pokopane do vikinškega obdobja. Quinova mati jih je prodala Georgeu Butlerju, katoliškemu škofu Limericka.

## Kelih
Kelih je velika, dvoročna srebrna skodelica, okrašena z zlatom, pozlačenim bronom, medenino, cinom in emajlom, in je bila sestavljena iz 354 ločenih kosov; ta kompleksna konstrukcija je značilna za zgodnjekrščanske irske kovinske izdelke. Glavno telo keliha je narejeno iz dveh polobel iz pločevine, združenih z zakovico, skrito s pozlačenim bronastim pasom. Širina čez rob je 7,5 palca. Imena apostolov so vrezana v frizu okrog sklede, pod pasom, ki nosi vstavljene zlate žične plošče živali, ptic in geometrijski preplet. Uporabljene tehnike vključujejo tolčenje, graviranje, precizijsko litje, filigransko aplikacijo, cloisonné in lošč. Tudi spodnja stran keliha je okrašena (fotografija zgoraj).
Po besedah umetnostnega zgodovinarja Lawrencea Stona (ki je pisal pred odkritjem Zaklada iz Derrynaflana): »Tu se je irski umetnik namerno odločil preprečiti, da bi se ornamentacija tako širila, preprečil tako razširjena razmerja ... izrazito kontrastno razkošnemu okrasnemu širjenju skorajda sodobne broške iz Tare in še bolj izpopolnjenim sistemom kasnejšega obdobja. Večji del dekoracije je sestavljen iz izredno narisanih spiralnih ali prepletenih vzorcev, ki jih daje globina spajkanja dveh plasti zlate nitke ena povrh druge: v intervalih so postavljene v tehniki cloisonné emajlirane zakovice modre in rdeče barve, katerih zapletena izdelava kaže neposredno kontinuiteto z anglosaškimi zlatarskimi obrtmi prejšnjega stoletja. Vendar razen izjemne dovršenosti izvedbe tega izdelka, dekoracija, kar kelihu iz Ardagha daje izjemen položaj v irski kovinski umetnosti, je strogost medsebojnih odnosov med enostavnimi nabrekljivimi črtami skodelice in njene osnove ter razporeditvijo bleščečih čepkov, trakov in rodelov, ki krasijo njegovo površino«.  Standardna monografija je L. S. Gógan, Ardagh Chalice.
Kelih je podoben edinemu večjemu zgodnjerskemu ohranjenemu primeru, kelihu iz Derrynaflana, ki ga najdemo v sosednjem okrožju Tipperary. Našli so ga s pateno in liturgičnim cedilom. Takrat je vladala v Tipperariju in večini Munsterja rodbina Eóganachta, medtem ko so njihovi zavezniki in možni bratranci Uí Fidgenti vladali na območju Limericka (glej Byrne 2001; Begley 1906). Čeprav je zgodba, da je bil kelih izdelan v Clonmacnoiseu in ga je od tam ukradel Limerick Dane, široko razširjena, je to malo verjetno. Munsterski izvor je prav tako verjeten, če ne še bolj, ko je bila leta 1980 odkrita sestra zaklada iz Derrynaflana. Izvor Clonmacnoise ni omenjen v Irskem narodnem muzeju. 
Kelih je bil predstavljen na poštni znamki za 1 funt, ki jo je izdala An Post med letoma 1990 in 1995 v okviru serije Irska dediščina in zakladi, ki jo je oblikoval Michael Craig. Na kelihu sta dve pokalni galska atletski združenji: pokal O'Duffy in pokal Sam Maguire.